# Coppa dei Laghi - Trofeo Almar
Die Coppa dei Laghi - Trofeo Almar ist ein italienisches Straßenradrennen.

Das Radrennen wird seit 2015 veranstaltet. Zudem gehört das Rennen zur UCI Europe Tour und zum U23-Nationencup, das heißt, es dürfen nur Radrennfahrer teilnehmen, die entweder genau oder jünger als 23 Jahre sind. 

## Sieger
- 2016  Alexander Kulikowski
- 2015  Gianni Moscon